# Афинский аграрный университет
Афинский аграрный университет (греч. Γεωπονικό Πανεπιστήμιο Αθηνών) — университет аграрного образования в Афинах, расположенный в районе города Вотаникос.
Университет первоначально основан как Афинская аграрная школа в 1888 году. С 1920 года имел важное значение для координации государственной политики в области сельского хозяйства, геологических исследований и экологии. Афинский аграрный университет сейчас состоит из семи факультетов и предлагает своим студентам получение степеней бакалавра и магистра.

## Структура
- Факультет экономики сельского хозяйства и развития сельских районов
- Факультет животноводства и аквакультуры
- Факультет сельскохозяйственных биотехнологий
- Факультет пищевых наук и техники
- Факультет освоения природных ресурсов и сельскохозяйственного машиностроения
- Факультет наук об агрокультуре